# Praha-Řeporyje
Praha-Řeporyje egy csehországi vasútállomás, Prágában.

## Megközelítés helyi közlekedéssel
- Busz:  179, 230, 255, 301, 352
- Vonat:   S6

## Vasútvonalak
Az állomást az alábbi vasútvonalak érintik:
- Prága–Rudná u Prahy–Beroun-vasútvonal

## Szomszédos állomások
A vasútállomáshoz az alábbi állomások vannak a legközelebb:
- Praha-Holyně
- Zbuzany